# Ungarische Badmintonmeisterschaft 1965
Die Ungarische Badmintonmeisterschaft 1965 fand in Budapest statt. Es war die sechste Austragung der nationalen Meisterschaften von Ungarn im Badminton.

## Titelträger
| Disziplin    | Sieger                           |
| ------------ | -------------------------------- |
| Herreneinzel | György Rázsó                     |
| Dameneinzel  | Katalin Jászonyi                 |
| Herrendoppel | Pál Rázsó György Rázsó           |
| Damendoppel  | Katalin Jászonyi Irén Geblusek   |
| Mixed        | Ferenc Jászonyi Katalin Jászonyi |